# Rali da Alemanha
Rali da Alemanha é uma das etapas do Campeonato Mundial de Rali (WRC).
Conhecido oficialmente como ADAC Rallye Deutschland, este rali faz parte do calendário WRC desde 2002. Os eventos anteriores foram disputados em Frankfurt, Mogúncia e Koblenz, desde 1982. Na temporada de 2000, foi mudado para a região de Trier.

## Descrição do rali
O rali é disputado em asfalto. Uma parte significativa do espectáculo deve-se à mistura das diferentes carateristicas encontradas nos três dias da prova. Esta característica deve-se à descrição "três ralis num dia". Após o Shakedown da parte da manhã, a prova começa na quinta feira à tarde com a tradicional passagem em Porta Nigra.
Na sexta-feira a prova leva os pilotos para as colinas cobertas de vinha a este de Trier. As etapas consistem essencialmente em rectas curtas, seguidas de curavas apertadas e ganchos. No segundo dia, o rali muda-se para sul para o campo de treino militar em Baumholder. Esta etapa é lendária devido à "Panzerplatte", em que os carros literalmente voam, designa-se de "Gina". Alternando com asfalto e placas de cimento, a especial é perigosa, e é designada de "Hinkelstones", onde pedras com um metro estão na estrada que servem os veículos militares.
Pequenos erros de condução e navegação, podem levar a danos sérios na máquinas e pilotos, sendo a maior vítima desse perigo, Petter Solberg em 2004. O último dia de prova leva os pilotos para as estradas rurais na região de Sankt Wendel. As etapas dessa região são típicas pelas longas e rápidas rectas, com curvas apertadas. O rali termina no final do dia, com a cerimónia de encerramento a realizar-se em frente a Porta Nigra.
Além das diferentes carateristicas, as mudanças repentinas do estado do tempo tornam o rali mais excitante. Chuvadas fortes mas curtas podem aparecer do nada e dificultar a escolha de pneus. Em 2004, Marcus Grönholm tornou-se em mais uma das vítimas da chuvada da manhã, onde acabou por bater no início da etapa de sexta-feira.
Para os mais de 200 mil espectadores, o rali inclui uma etapa especial marcada para Sankt Wendel. O parque de assistência localiza-se em Bostalsee, onde se pode observar os mecânicos a mexer nas máquinas.
No final de cada etapa, os carros regressam a Parc Ferme em Viehmarkt, na baixa de Trier (com excepção de 2004).

## Vencedores

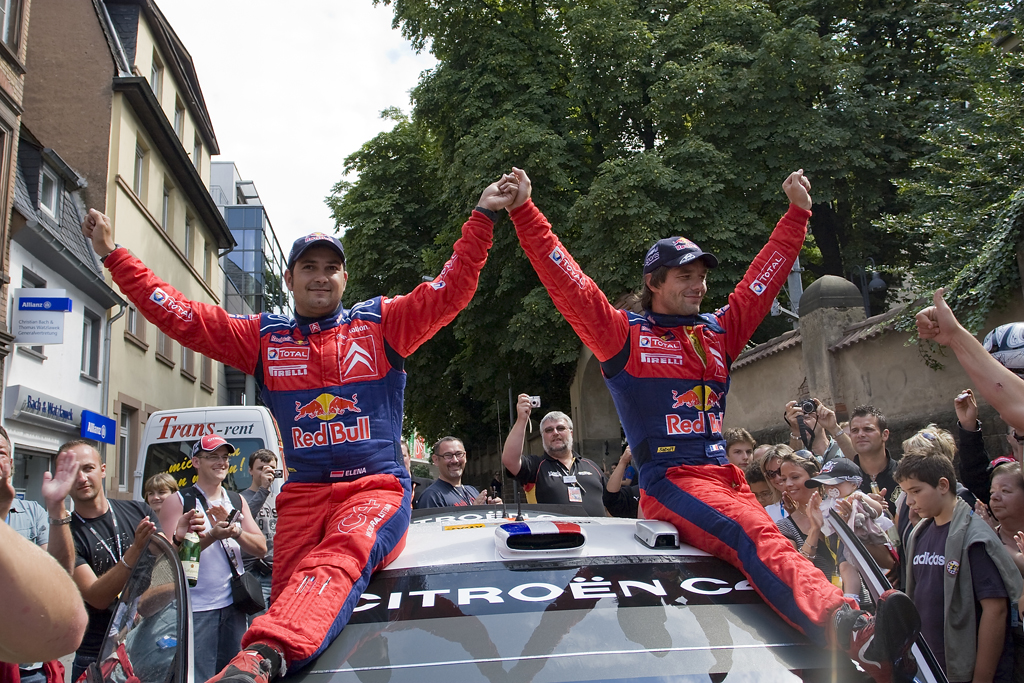
Nine-time winners Sébastien Loeb and Daniel Elena celebrating the 2008 win.

| Rali do Campeonato Alemão    | Rali do Campeonato Alemão       | Rali do Campeonato Alemão | Rali do Campeonato Alemão   |
| Ano                          | Nome                            | Vencedor                  | Carro                       |
| ---------------------------- | ------------------------------- | ------------------------- | --------------------------- |
| 1982                         | 1. Rallye Deutschland           | Erwin Weber               | Opel Ascona 400             |
| 1983                         | 2. Rallye Deutschland           | Walter Röhrl              | Lancia 037 Rally            |
| 1984                         | 3. Rallye Deutschland           | Hannu Mikkola             | Audi Sport Quattro          |
| 1985                         | 4. Rallye Deutschland           | Kalle Grundel             | Peugeot 205 Turbo 16        |
| 1986                         | 5. Rallye Deutschland           | Michèle Mouton            | Peugeot 205 Turbo 16 E2     |
| 1987                         | 6. Rallye Deutschland           | Jochi Kleint              | VW Golf GTI                 |
| 1988                         | 7. Rallye Deutschland           | Robert Droogmans          | Ford Sierra RS Cosworth     |
| 1989                         | 8. Rallye Deutschland           | Patrick Snijers           | Toyota Celica GT-Four ST165 |
| 1990                         | 9. Rallye Deutschland           | Robert Droogmans          | Lancia Delta Integrale      |
| 1991                         | 10. Rallye Deutschland          | Piero Liatti              | Lancia Delta Integrale      |
| 1992                         | 11. Rallye Deutschland          | Erwin Weber               | Mitsubishi Galant VR-4      |
| 1993                         | 12. Rallye Deutschland          | Patrick Snijers           | Ford Escort RS Cosworth     |
| 1994                         | 13. Rallye Deutschland          | Dieter Depping            | Ford Escort RS Cosworth     |
| 1995                         | 14. Rallye Deutschland          | Enrico Bertone            | Toyota Celica GT-Four       |
| 1996                         | 15. Rallye Deutschland          | Dieter Depping            | Ford Escort RS Cosworth     |
| 1997                         | 16. Rallye Deutschland          | Dieter Depping            | Ford Escort RS Cosworth     |
| 1998                         | 17. Rallye Deutschland          | Matthias Kahle            | Toyota Corolla WRC          |
| 1999                         | 18. Rallye Deutschland          | Armin Kremer              | Subaru Impreza WRC          |
| 2000                         | 19. Rallye Deutschland          | Henrik Lundgaard          | Toyota Corolla WRC          |
| 2001                         | 20. Rallye Deutschland          | Philippe Bugalski         | Citroën Xsara WRC           |
| Prova do Campeonato do Mundo |                                 |                           |                             |
| Ano                          | Nome                            | Vencedor                  | Carro                       |
| 2002                         | 21. ADAC Rallye Deutschland     | Sébastien Loeb            | Citroën Xsara WRC           |
| 2003                         | 22. ADAC Rallye Deutschland     | Sébastien Loeb            | Citroën Xsara WRC           |
| 2004                         | 23. OMV ADAC Rallye Deutschland | Sébastien Loeb            | Citroën Xsara WRC           |
| 2005                         | 24. OMV ADAC Rallye Deutschland | Sébastien Loeb            | Citroën Xsara WRC           |
| 2006                         | 25. OMV ADAC Rallye Deutschland | Sébastien Loeb            | Citroën Xsara WRC           |
| 2007                         | 26. ADAC Rallye Deutschland     | Sébastien Loeb            | Citroën C4 WRC              |
| 2008                         | 27. ADAC Rallye Deutschland     | Sébastien Loeb            | Citroën C4 WRC              |
| 2009                         | Não realizado                   | Não realizado             | Não realizado               |
| 2010                         | 28. ADAC Rallye Deutschland     | Sébastien Loeb            | Citroën C4 WRC              |
| 2011                         | 29. ADAC Rallye Deutschland     | Sébastien Ogier           | Citroën DS3 WRC             |
| 2012                         | 30. ADAC Rallye Deutschland     | Sébastien Loeb            | Citroën DS3 WRC             |
| 2013                         | 31. ADAC Rallye Deutschland     | Dani Sordo                | Citroën DS3 WRC             |
| 2014                         | 32. ADAC Rallye Deutschland     | Thierry Neuville          | Hyundai i20 WRC             |
| 2015                         | 33. ADAC Rallye Deutschland     | Sébastien Ogier           | Volkswagen Polo R WRC       |
| 2016                         | 34. ADAC Rallye Deutschland     | Sébastien Ogier           | Volkswagen Polo R WRC       |
| 2017                         | 35. ADAC Rallye Deutschland     | Ott Tänak                 | Ford Fiesta WRC             |
| 2018                         | 36. ADAC Rallye Deutschland     | Ott Tänak                 | Toyota Yaris WRC            |
| 2019                         | 37. ADAC Rallye Deutschland     | Ott Tänak                 | Toyota Yaris WRC            |

### Vencedores Múltiplos
| Vitórias | Piloto           |
| -------- | ---------------- |
| 9        | Sébastien Loeb   |
| 3        | Sébastien Ogier  |
| 3        | Dieter Depping   |
| 3        | Ott Tänak        |
| 2        | Erwin Weber      |
| 2        | Robert Droogmans |
| 2        | Patrick Snijers  |

| Vitórias | Construtores |
| -------- | ------------ |
| 12       | Citroën      |
| 6        | Ford         |
| 5        | Toyota       |
| 3        | Volkswagen   |
| 3        | Lancia       |
| 2        | Peugeot      |